# Paletínská kaple
Paletínská kaple, nazývána také jako kaple Čtrnácti svatých pomocníků, se nachází na červené turistické trase, kilometr východně od zříceniny hradu Košumberk, v katastrálním území města Luže. Postavena v barokním slohu. Pro veřejnost není volně přístupná.

## Historie
V roce 1620 ji nechal zbudovat superior chlumecké rezidence Jan Kotz, jako poděkování za odvrácení morové epidemie, která postihla Luži v předcházejících letech. Lužští na něho vzpomínali: "Pan páter Koc měl peněz moc, vystavěl kapličku na zeleném trávníčku a ještě jich měl dost." Stavba byla dokončena v roce 1624 a vysvěcena superiorem Jiřím Hlinským. Je zasvěcena 14 svatým pomocníkům, ochráncům proti moru.

## Architektura
Jedná se o osmibokou centrálu s pilastry na nárožích a vstupním portálem s kartuší a monogramem „IHS“. Interiér je také členěn pilastry, stěny jsou opatřeny nikami a na severní straně kruchtou. Na počátku 20. století se v kapli nacházel oltář Čtrnácti svatých pomocníků a menší postranní oltář s kopií chrudimského salvátora. 

### Rekonstrukce
Kaple byla několikrát opravována, hlavně v roce 1826 a 1882, střecha a strop v roce 1890 a pokryta novým šindelem v roce 1959.

## Využití
Dříve se zde třikrát ročně sloužívala mše svatá: v úterý po svátcích Velikonočních, v úterý po svátcích Svatodušních a v pondělí po svátku Jména Panny Marie. V dnešní době kaple není volně přístupná, je uzavřena.

## Galerie

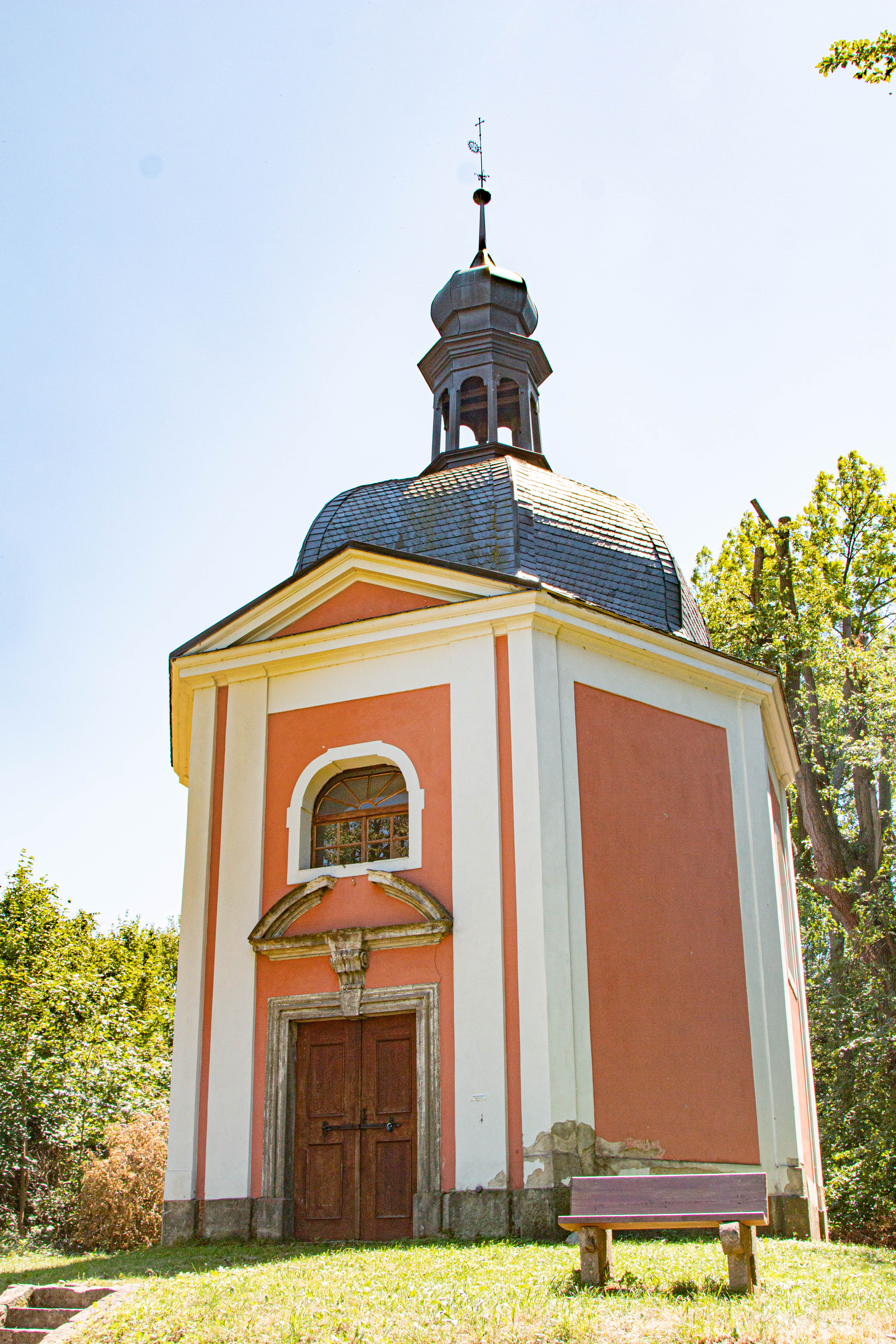
Paletínská kaple u Košumberku
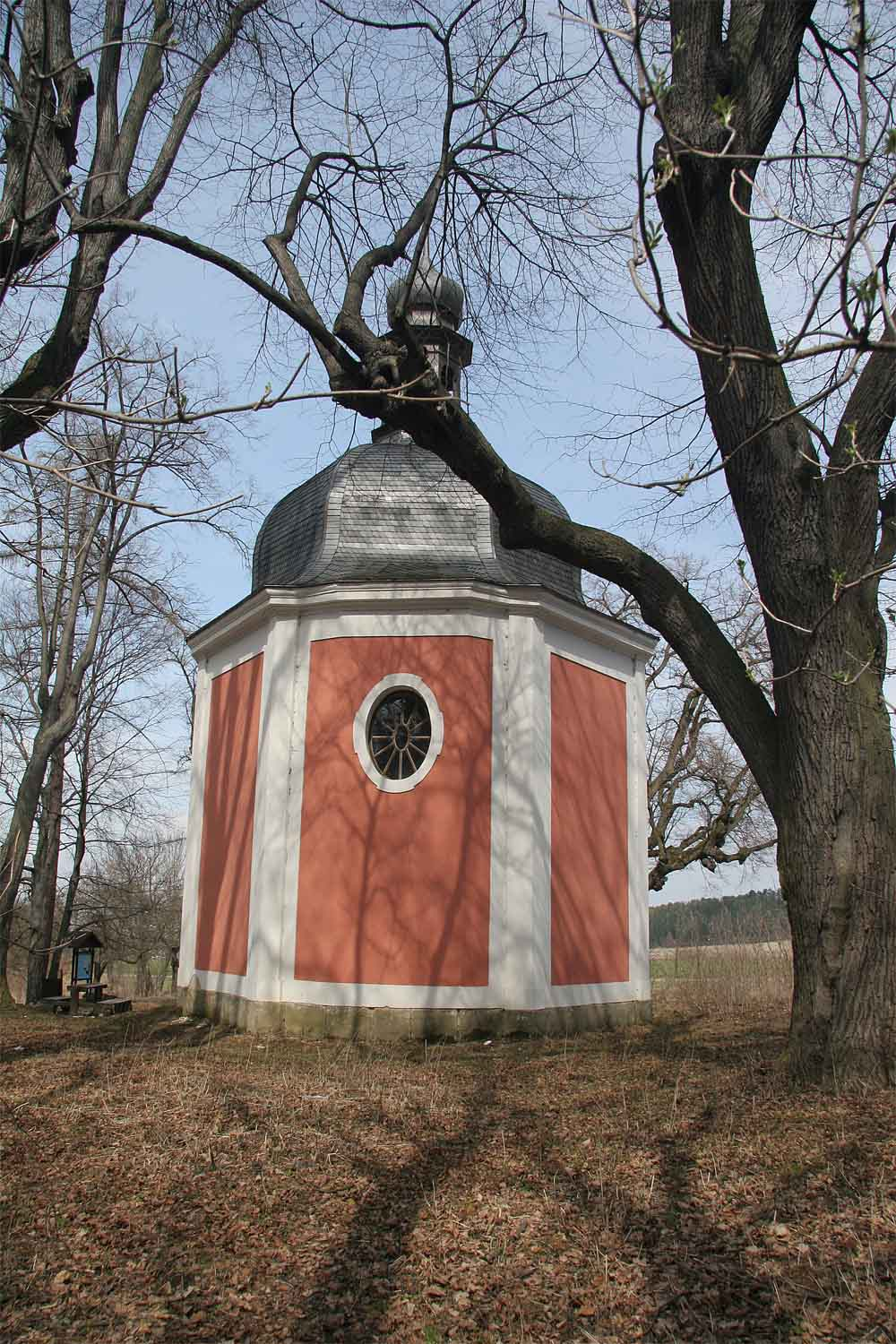
Paletínská kaple
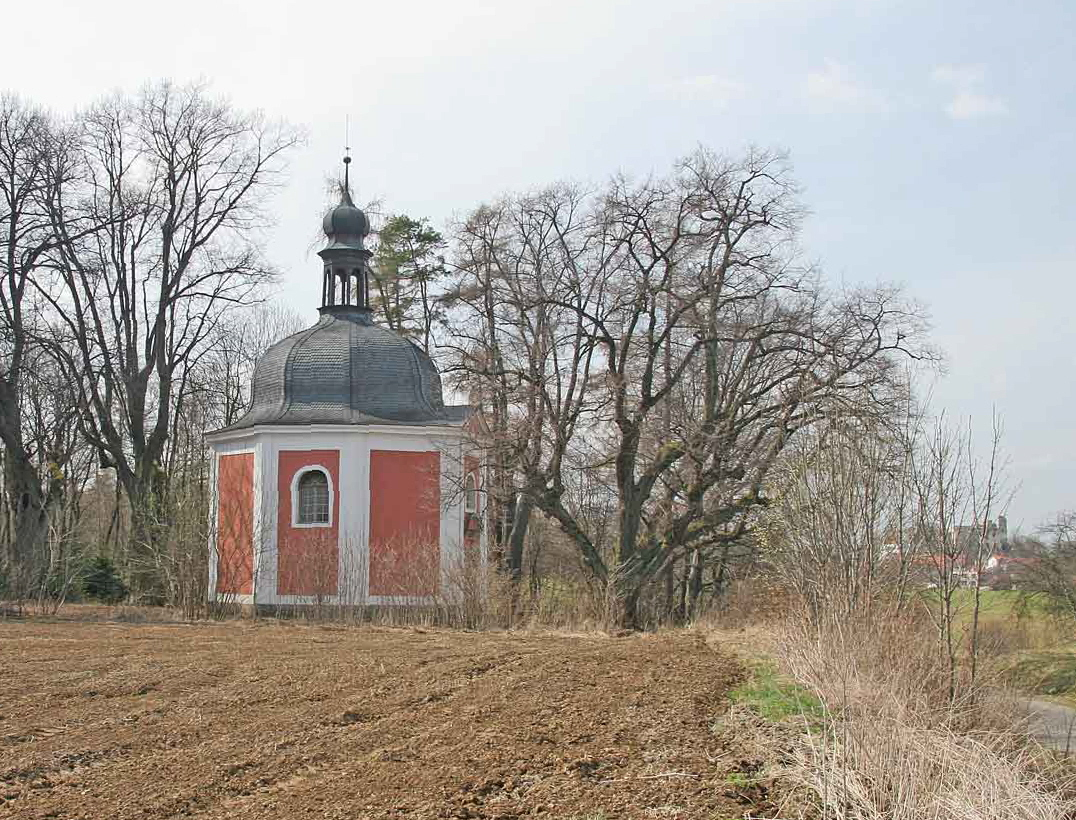
Paletínská kaple